# برايان هورتون
برايان هورتون (بالإنجليزية: Brian Horton)‏ هو لاعب كرة قدم ومدرب كرة قدم بريطاني، ولد في 4 فبراير 1949 في Hednesford ‏ في المملكة المتحدة. لعب مع برايتون أند هوف ألبيون وبورت فايل ونادي لوتون تاون وهال سيتي.

## وصلات خارجية
- برايان هورتون على موقع قاعدة بيانات كرة القدم.إي يو (الإنجليزية)
- برايان هورتون على موقع Soccerbase.com (مدرب) (الإنجليزية)